# Trichura pusilla
Trichura pusilla är en fjärilsart som beskrevs av Rothschild 1911. Trichura pusilla ingår i släktet Trichura och familjen björnspinnare. Inga underarter finns listade i Catalogue of Life.